# Hynek Baťa
Hynek Baťa (1898, Kroměříž, Rakousko-Uhersko – 1. dubna 1968), byl český koželuh a ředitel Baťových závodů.

## Mládí
Vynikající koželuh a jeden z baťovských ředitelů v období druhé světové války Hynek Baťa obecnou a měšťanskou školu vychodil ve Zlíně a ve svých čtrnácti letech 1. srpna 1912 nastoupil k firmě Baťa. Nejprve byl zařazen jako praktikant ve spodkové dílně při vysekávání podešví, kde sepisoval denní účty jednotlivých sekáčů. Jeho přímým nadřízeným byl Tomáš Baťa, který jej učil šetrnosti a rozpoznávání kůží. V létě 1914 se Hynek stal plánovačem v obuvnických dílnách, počátkem roku 1916 se přesunul do koželužen, do nově zaváděného oboru u firmy Baťa. V koželužnách pokračoval ve stejné práci jako v obuvnických dílnách, tedy kalkulací a přidělováním do výroby. Brzy však nastoupil na vojnu, kde sloužil v až do listopadu 1918.

## Kariérní postup
Po návratu do Zlína se zapojil do práce v koželužnách, kde působil jako mistr do jara 1922. K nasbírání nových zkušeností byl odeslán k americkým firmám. Opět se vrátil do Zlína a již jako zkušený pracovník převzal vedení Baťových koželužen. V roce 1931 se stal vedoucím závodu v Třebíči a krátce na to začal organizovat převádění zlínských koželužen do nově postavených továren v Otrokovicích, na jejichž budování měl velký podíl. Hynek Baťa byl zvolen členem správní rady firmy Baťa na valné hromadě 27. listopadu 1939 a na jeho jméno byl připsán sedmiprocentní podíl akcií firmy Baťa.

## Poválečné osudy
Po konci války byl jako člen nejužšího vedení baťovských závodů 16. července 1945 zatčen. O tři dny později byl propuštěn a vyšetřován na svobodě. V září bylo vyšetřování Hynka Bati zastaveno. Ze znárodněného podniku byl 27. března 1946 propuštěn, zůstal ve Zlíně, odkud v roce 1948 odešel do exilu, kde pracoval ve skupině spolupracovníků Tomíka Bati. Jako zkušený koželuh zakládal po světě nové koželužny např. ve francouzském Hellocourtu. Do penze odešel v roce 1965 a o tři roky později 1. dubna 1968 zemřel.